# Baldwin (hameau, New York)
Pour les articles homonymes, voir Baldwin.
Baldwin est une census-designated place du comté de Nassau, dans l'État de New York, aux États-Unis,. En 2020, elle compte une population de 33 919 habitants.